# Шарошкин, Николай Алексеевич
Никола́й Алексе́евич Шарошкин (18 декабря 1932, с. Кривозерье Пензенского округа — 23 июля 2016, Пенза) — советский и российский историк, доктор исторических наук (1985), профессор (1987).

## Биография
В 1952 окончил Пензенский сельскохозяйственный техникум; работал агрономом совхоза «Прогресс». С 1953 по 1958 учился на историко-филологическом факультете Пензенского педагогического института. В 1958—1962 гг. — заместитель заведующего отделом пропаганды и агитации Пензенского обкома ВЛКСМ.
С 1962 г. — в Пензенском педагогическом институте: аспирант кафедры истории, с 1965 г. — старший преподаватель. В 1966 г. защитил кандидатскую диссертацию на тему «Органы управления промышленностью. 1917—1927 гг.».
В 1968—1974 гг. — декан историко-филологического факультета (с 1971 — доцент). С мая 1974 по 1985 г. — заведующий кафедрой истории.  В 1985 защитил докторскую диссертацию на тему «Рабочие Поволжья в переходный период от капитализма к социализму. 1917—1937 гг.», с 1987 г. — профессор.
В 1985—1999 гг. — заведующий кафедрой истории, методики преподавания истории, обществоведения и советского права. С 1999 г. — профессор кафедры отечественной истории.
Дети:
Серкова Галина Николаевна, Кузьмина Татьяна Николаевна
Внуки:
Булатова Екатерина Владиславовна (1990 г.р.), Серков Николай Алексеевич (1993 г.р.), Баженова Александра Владиславовна (1993 г.р.), Серков Дмитрий Алексеевич (2005 г.р.)

## Научная деятельность
Автор более 250 работ (монографий, статей, учебных пособий, методических разработок). Подготовил 12 кандидатов исторических наук. В 1994—1999 гг. возглавлял впервые созданный в университете Диссертационный совет по защите диссертаций на соискание учёной степени кандидата исторических наук.

### Избранные труды
- Догаева В. П., Лебедев В. И., Шарошкин Н. А. Земля Пензенская : Учеб. пособие для учащихся 9–10-х кл. — Саратов: Приволж. кн. изд-во, 1978. — 96 с. — 50 000 экз.
- Кузьмина Т. Н., Шарошкин Н. А. Индустриальное развитие Поволжья. 1928 – июнь 1941 гг.: достижения, издержки, уроки. — Пенза: Изд-во ПГПУ, 2005. — 602 с. — 1000 экз. — ISBN 5-93434-093-X.
- Кузьмина Т. Н., Шарошкин Н. А. Подготовка рабочих кадров в Поволжье: проблемы и итоги : 1920-1930-е годы. — Пенза: Изд-во ПГПУ, 2004. — 263 с. — 1000 экз. — ISBN 5-93434-070-0.
- Шарошкин Н. А. Изменения в численности и составе рабочих Поволжья в переходный период от капитализма к социализму (1917—1937 гг.). — Саратов: изд-во Сарат. ун-та, 1984. — 170 с. — 1500 экз.
- Шарошкин Н. А. Органы управления промышленностью в 1917–1926 гг. : (По матер. Пенз. Губернии) : Автореф. дис. … канд. ист. наук. — М., 1966. — 23 с.
- Шарошкин Н. А. Промышленность и рабочие Поволжья в 1920-е годы. — Пенза: Пенз. гос. пед. ун-т, 1998. — 319 с. — 1000 экз.
- Шарошкин Н. А. Рабочие Поволжья в переходный период от капитализма к социализму. 1917—1937 гг.: Автореф. дис. … д-ра ист. наук. — М., 1985. — 32 с.
- Шарошкин Н. А. Рабочий класс Поволжья в первое десятилетие Советское власти (1917—1927 гг.) : Учеб. пособие к спецкурсу. — Рязань: РГПИ, 1982. — 103 с. — 1000 экз.

## Награды и признание
- действительный член Академии гуманитарных наук (1997)
- член-корреспондент Петровской академии наук и искусств (1999)
- почётный профессор университета (2007)
- Юбилейная медаль «За доблестный труд. В ознаменование 100-летия со дня рождения Владимира Ильича Ленина» (1970)
- нагрудный знак «Победитель социалистического соревнования» (1973)
- значок «Отличник народного просвещения РСФСР» (1979)
- Медаль «Ветеран труда» (1990)
- юбилейная медаль «Маршал Советского Союза Жуков» (1997)
- благодарности и грамоты Министерства образования РФ (1994)
- почётные грамоты Ленинского райкома КПСС Пензы (1980, 1982), областной администрации и Совета народных депутатов (1992), обкома и горкома КПРФ (1997), областного ИУУ и ИПКиПРО (1982, 2002), Управления образования администрации г. Пензы (2002), администрации Пензы (2002) и др.